# 伊那バイパス
伊那バイパス（いなバイパス）は、長野県伊那市から上伊那郡箕輪町までを結ぶ国道153号のバイパスである。

## 概要
伊那市の市街地が天竜川両岸一帯に広がり、バイパスの起点は現道よりもかなり東の、伊那市道ナイスロードの青島地籍となっている。伊那市区間はほぼ全線が新道であり、南箕輪村から箕輪町にかけては既存の産業道路を拡幅する形での道路になっている。1996年に28メートル (m) 幅で都市計画決定がなされ、1997年より事業化、先に暫定供用をしている箕輪町側から着手した。現在は伊那市区間まで暫定2車線で一部をのぞき工事がほぼ完了し、2012年（平成24年）3月20日、バイパス南端が長野県道19号伊那辰野停車場線に接続された。
事業化に向けていた頃は箕輪バイパス同様に25 m幅の計画で、その途中で道路構造令の改訂があり、規格の変更により28 m幅に変更されたが、都市計画決定前に25 m幅を念頭に置いて沿線に築造されたマンションが28 m幅の計画においては障害物件になってしまい、現在に至るまでその一角は移転がなされておらず、ひょうたんのくびれの形状になっている。

### 路線データ
- 起点：長野県伊那市青島
- 終点：長野県上伊那郡箕輪町木下(木下南新町交差点)
- 全長：7630 m
- 車線数：暫定2車線（完成4車線）
- 全体幅員：28.0 m